# Grete Hollmann
Pour les articles homonymes, voir Hollmann.
Grete Hollmann, nom de scène de Clara Marie Margarethe Hoffmann (née le 1er février 1900 à Berlin, mort le 21 janvier 1955 dans la même ville) est une actrice allemande.

## Biographie
Margarethe Hoffmann va dans une école secondaire pour filles et un pensionnat en Thuringe. Ensuite, elle reçoit une formation artistique de l'actrice Margret Hennig. Grete Hollmann était déjà sur scène lorsqu'elle était enfant et se produit dans les théâtres de Barmen, Elberfeld et Halle. En 1918, elle est amenée au cinéma par Oskar Messter et fait ses débuts à l'écran aux côtés de Viggo Larsen.
Le 27 octobre 1920, Grete Hollmann épouse le réalisateur Carl Boese, avec qui elle tourne notamment Die Tänzerin Barberina. Un peu plus tard, elle s'installe à Munich pendant trois ans et entre au service d'Emelka. Après son retour à Berlin aux côtés de son mari fin 1924, Grete Hollmann disparaît rapidement de la scène publique. Leur mariage se termine par un divorce en 1927.

## Filmographie
- 1918 : Die blaue Mauritius
- 1919 : Verschleppt
- 1919 : Um Diamanten und Frauen
- 1919 : Im letzten Augenblick
- 1919 : Ich lasse dich nicht
- 1919 : Die Teufelsgeige
- 1920 : Das Lied der Puszta
- 1920 : Die Tänzerin Barberina
- 1920 : Drei Nächte
- 1920 : Die schöne Miss Lilian
- 1920 : Die Mitternachtsgöttin
- 1920 : Das Drama von Glossow
- 1921 : Das Floß der Toten
- 1921 : Der Schrecken der roten Mühle
- 1921 : Der Schatten der Gaby Leed
- 1921 : Der Gang durch die Hölle
- 1921 : Piraten der Schönheit
- 1922 : Das ungeschriebene Gesetz
- 1922 : Lucifer
- 1922 : A halott szerelme
- 1923 : Maciste und die chinesische Truhe
- 1923 : Mädchen, die man nicht heiratet
- 1923 : Graf Cohn